# Universidade Feevale
A Universidade Feevale é uma universidade brasileira, localizada no município de Novo Hamburgo, no Vale do Rio dos Sinos, o maior centro calçadista do país, região metropolitana de Porto Alegre, no estado do Rio Grande do Sul. 
É uma entidade de caráter comunitário, sem fins lucrativos, com autonomia didática, científica, administrativa e disciplinar. Atua em todos os níveis de ensino, desde a Educação Básica até o Ensino Superior, abrangendo graduação, pós-graduação lato e stricto sensu, extensão e pesquisa.
A Universidade Feevale está entre as melhores instituições de ensino superior do país, reconhecida pela qualidade dos cursos e serviços oferecidos. Além disso, oportuniza a realização de intercâmbios internacionais, a partir de parcerias em todos os continentes, com cerca de 114 instituições, em 27 países.
O atual reitor da Universidade Feevale é o prof. Dr. José Paulo da Rosa, graduado em Administração de Empresas (Faculdade Porto-Alegrense de Ciências Contábeis e Administrativas - Fapa) e especialista em Gestão de Instituição de Ensino Técnico (Universidade Federal de Santa Catarina - UFSC). Também é mestre e doutor em Educação (Pontifícia Universidade Católica do Rio Grande do Sul (PUCRS) e cursa o doutorado profissional em Gestão e Negócios (Unisinos).

## História

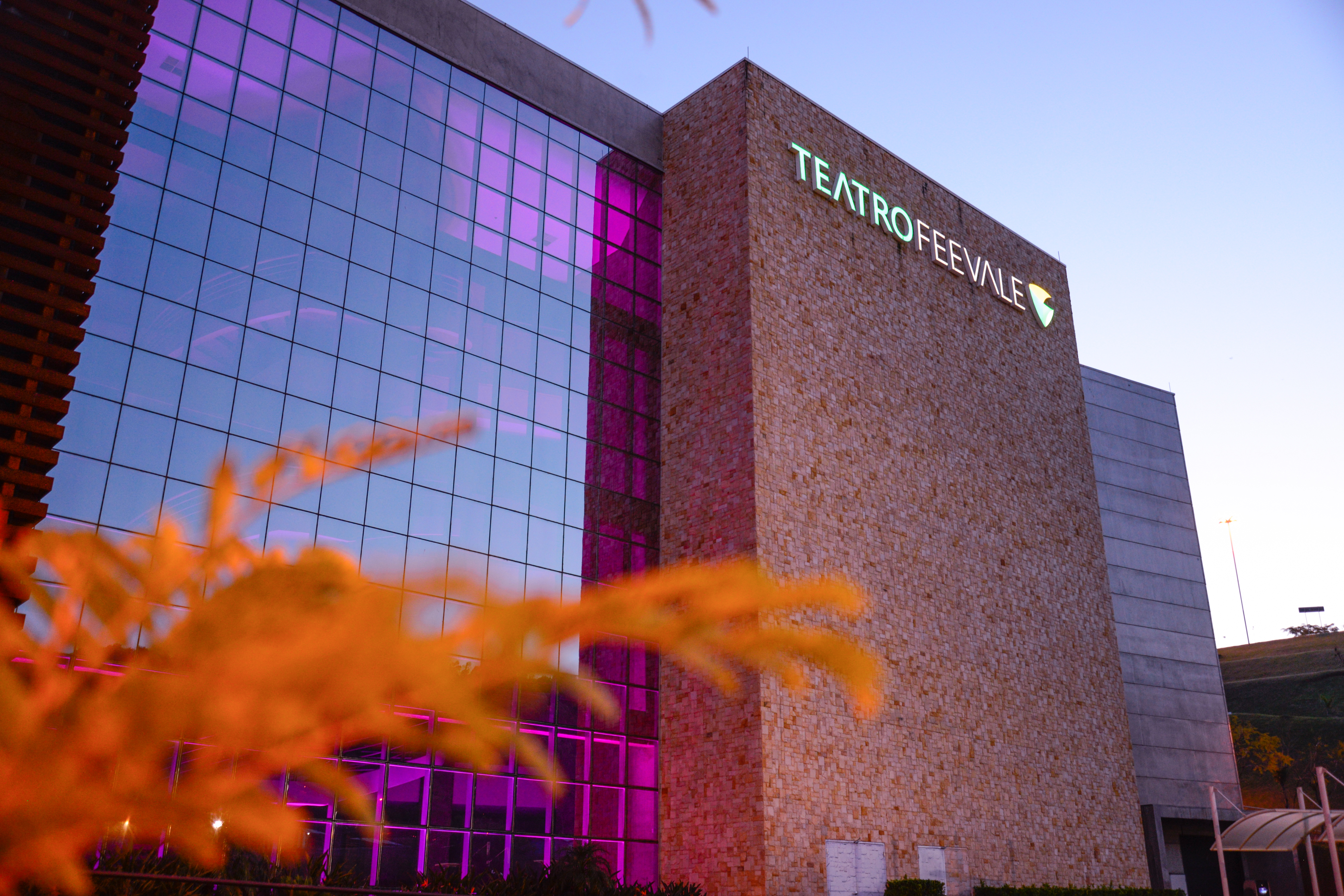
Teatro Feevale, que à época de sua inauguração, em 2012, ocupava o posto de maior teatro do Rio Grande do Sul.

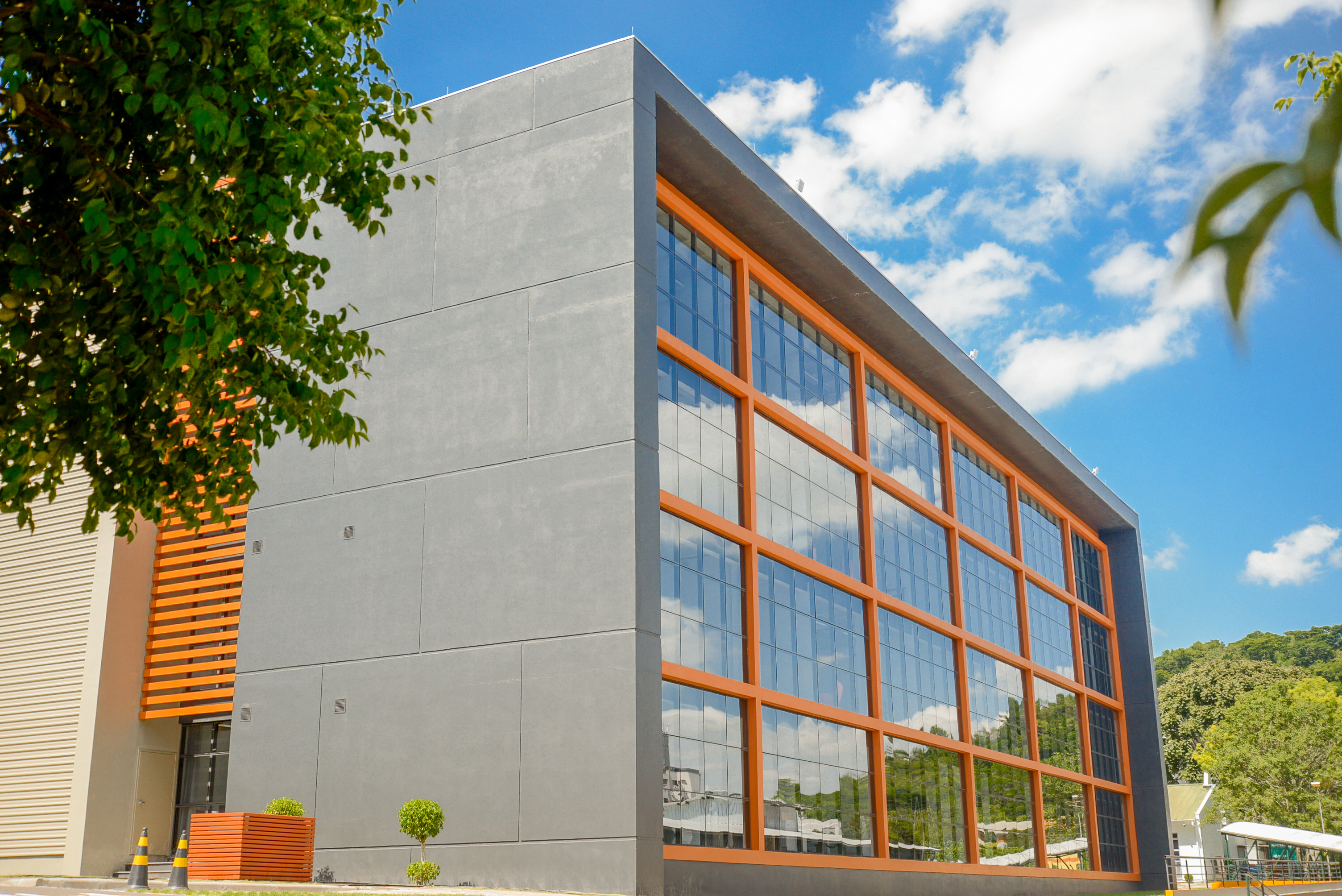
Biblioteca no Campus II

Em 28 de junho de 1969 foi fundada a Associação Pró-Ensino Superior em Novo Hamburgo (Aspeur), mantenedora da Feevale, com a denominação de Federação de Estabelecimentos de Ensino Superior em Novo Hamburgo. Em 21 de julho de 1999, o até então Centro Universitário Feevale adquiriu autonomia universitária. A partir desse momento, os projetos da instituição puderam ser desenvolvidos com maior rapidez, oportunizando a conquista dos espaços desejados.
A grande conquista ocorreu em 5 de abril de 2010, data em que Novo Hamburgo comemorou seus 83 anos de emancipação política, quando foi publicada, no Diário Oficial da União, uma portaria do Ministério da Educação, credenciando o Centro Universitário Feevale como Universidade. A notícia era aguardada pela comunidade acadêmica e pelo município há pelo menos cinco anos..
Em 20 de setembro de 2012 foi inaugurado o Teatro Feevale, no Câmpus II, à época o maior do estado. Coadministrado pela Opus Promoções, a apresentação inaugural contou com o tenor José Carreras. O espaço possui 10 500 m2 e capacidade de 1842 pessoas.

## Reitores anteriores
- Prof. Dr. Cléber Prodanov. Tem currículo extenso como professor nas áreas das ciências humanas,[11] e administrou a Feevale de 2018 a 2024, tendo sido introduzido como seu administrador em junho de 2018. [12]